# 洋底深度與地質年代
洋底深度與地質年代（英語：Seafloor depth vs age）是指大洋中脊兩側的海底深度和大洋岩石圈的年齡有關； 即較老的海底更深。 在海底擴張過程中，隨著年齡的增長，岩石圈和地幔冷卻、收縮和地殼均衡調整導致海底加深。 自 1969 年以來，加上1974 年和 1977 年的兩次重大更新，讓這種關係得到了合理的解釋。解釋可歸納到兩種基本理論：一種是地幔（包括岩石圈）冷卻型；另一種是岩石圈板塊在底部保持恆溫，但以上在地幔上方冷卻； 即板塊冷卻模型。對於8000 萬年以后的海底，其年齡深度之關係與根據地幔冷卻模型推定較吻合。 對於2000 萬年以前的海底，其年齡深度之關係與根據板塊冷卻模型推定較吻合。 通常用法是以2000 萬年爲界，以前用板塊冷卻模型，以後用地幔冷卻模型來推定。

### 理論演變
1969 年，大洋中脊的海底高度被解釋是由於岩石圈中的板塊在擴張中心受熱而膨脹得結果。 [到1974 年，注意到脊的高度可以通過整個上地幔（包括任何板塊）的冷卻來建模。 根據此模型，越老的海底高度越深，地熱越低。但隨後的觀察非如此。導致在1977 年，一個更精細的板塊模型出臺，該模型的數據表明，對於非常古老的海底，其海洋深度和洋殼熱流都接近一個恆定值。 

### 板塊冷卻模型與地幔冷卻模型比較
海底的測量深度以海洋地殼的頂部爲準，上覆沉積物不在計算内。 年齡-深度關係可以通過岩石圈板塊    或沒有顯著俯衝的區域的地幔半空間的冷卻來模擬。  這兩種方法之間的區別在於，板塊模型需要岩石圈底部隨時間保持恆定溫度，冷卻是在該下邊界以上的板塊。地幔模型冷卻是在板塊模型之後發展起來的，它不要求岩石圈底部保持恆定的溫度。 冷卻地幔模型是預測海底深度與其年齡的平方根成正比。

### 影響
估計海底年齡的常用方法是根據海洋磁異常帶數據並應用 Vine-Matthews-Morley 假說。 其他方法包括昂貴的深海鑽探和岩心材料測年。 如果海洋磁異常帶未知或沒有鑽探岩心，則知道海床深度可以使用年齡-深度關係進行年齡估計 。 
如果一個海盆的海底擴張速度增加，那麼該海盆的平均深度就會減少，因此它的體積也會減少（反之亦然）。 這導致全球海平面上升或下降，因為地球沒有膨脹。 所以海平面的變化受兩個主要驅動因素所控；大陸冰川體積的變化，以及海洋盆地平均深度（盆地體積）的變化。